# George Stanley White
Pour les articles homonymes, voir White et George White.
George Stanley White (17 novembre 1897 - 6 janvier 1977) est un homme d'État canadien qui fut président du Sénat.

## Biographie
Né à Madoc en Ontario, où il a pratiqué le droit avec son diplôme de la Osgoode Hall Law School de Toronto, il a participé au la Première Guerre mondiale dans le 44e Bataillon du Corps expéditionnaire canadien.  
Il entama sa carrière politique après son élection comme député fédéral du parti du Gouvernement national dans la circonscription de Hastings—Peterborough lors des élections de 1940 (devenu ensuite Hastings—Frontenac).
Après l'élection du premier gouvernement conservateur après 20 ans de pouvoir des Libéraux, le Premier ministre progressiste-conservateur John Diefenbaker nomme White au sénat, permettant ainsi de libérer une circonscription pour Sidney Earle Smith nommé au poste Secrétaire d'État aux Affaires étrangères.